# Salvezines
Salvezines é uma comuna francesa na região administrativa de Occitânia, no departamento de Aude. Estende-se por uma área de 20,09 km². Em 2010 a comuna tinha 75 habitantes (densidade: 3,7 hab./km²).